# Ernest Page
Ernest Leslie „Ernie” Page (ur. 27 września 1910 w Lambeth, zm. 7 grudnia 1973 w Torquay) – angielski sprinter reprezentujący Wielką Brytanię oraz Anglię, uczestnik igrzysk olimpijskich, medalista igrzysk Imperium Brytyjskiego.
W 1930 Page wziął udział w zawodach lekkoatletycznych podczas I Igrzysk Imperium Brytyjskiego w kanadyjskim mieście Hamilton. Zdobył on tam tytuł wicemistrza Imperium na dystansie 100 jardów. 
Dwa lata później wziął udział w X Letnich Igrzyskach Olimpijskich w Los Angeles. Uczestniczył tam w rywalizacji na dwóch dystansach. W biegu na 100 metrów odpadł w fazie półfinałowej. W sztafecie 4 × 100 metrów, Page biegł na ostatniej zmianie, a ekipa brytyjska zajęła w finale szóste miejsce.
W 1938 roku podczas II Mistrzostw Europy w Lekkoatletyce Page zdobył brązowy medal w sztafecie 4 × 100 metrów (wyrównując wynikiem 41,2 rekord kraju w tej konkurencji), zaś na dystansie 100 metrów odpadł w fazie półfinałowej.
Page był w latach 1930-1938 sześciokrotnym finalistą amatorskich mistrzostw Anglii na dystansie 100 jardów, z czego złoty medal zdobył raz, w 1931 roku. W 1938 roku zdobył halowe amatorskie mistrzostwo Anglii w biegu na 70 jardów. Po zakończeniu kariery sportowej i policyjnej został prezesem Torquay AC.

## Rekordy życiowe
- bieg na 100 jardów - 9,8 (1931/1937)
- bieg na 100 metrów - 10,7 (1931/1937/1938)
- bieg na 200 metrów - 21,6 (1937)